# Danielle Harris
Ne doit pas être confondu avec Danneel Harris.
Pour les articles homonymes, voir Harris.
Danielle Harris, née le 1er juin 1977 à Oyster Bay, (État de New York, États-Unis), est une actrice et réalisatrice américaine.

## Biographie

### Jeunesse & débuts
Danielle Andrea Harris grandit dans le quartier de Queens, à New York en compagnie de sa mère et de sa sœur Ashley. Elle débute à l’âge de sept ans dans la série Spenser, avant de tenir l’un des rôles résidents du soap quotidien sa suite.

### Carrière
Parmi les autres films notables auxquels elle a participé : Désigné pour mourir avec Steven Seagal, Le Dernier Samaritain avec Bruce Willis, Sauvez Willy, Daylight avec Sylvester Stallone, Urban Legend ou bien encore Wish Upon a Star (L'étoile filante) avec Katherine Heigl.
Elle a tourné dans des séries populaires comme Incorrigible Cory, Urgences, Charmed ou bien encore Cold Case : Affaires classées. Elle a également participé à une web-série avec Robert Englund, Lisa Wilcox et Kane Hodder.
Elle participe en tant qu'actrice au video clip du groupe de metal Five Finger Death Punch The Bleeding
En 2008, elle réalise son premier film Prank avec Ellie Cornell et Heather Langenkamp. Son second film, Among Friends, une comédie horrifique, sort en 2012.
Elle est considérée comme l'une des grandes scream queens grâce à ses rôles dans des films d'horreur. En 2010, elle accepte de reprendre le rôle de Marybeth Dunston dans Butcher 2 puis dans Butcher 3 sortie en 2013.

## Filmographie

### Cinéma
- 1988 : Halloween 4 : Le Retour de Michael Myers : Jamie Lloyd
- 1989 : Halloween 5 : La Revanche de Michael Myers : Jamie Lloyd
- 1990 : Désigné pour mourir : Tracey
- 1991 : Le Dernier Samaritain : Darian Hallenbeck
- 1991 : La Vie, l'Amour, les Vaches : une étudiante
- 1991 : Panique chez les Crandell (Don't Tell Mom, the Babysitter's Dead) : Melissa Crandell
- 1993 : Sauvez Willy : Gwenie
- 1996 : Daylight : Ashley Crighton
- 1996 : Shattered Image : Susan
- 1998 : Urban Legend : Tosh Guaneri
- 1998 : Dizzyland : Lulu
- 1999 : Goosed : Charlène jeune
- 2000 : Poor White Trash : Suzi
- 2001 : Killer Bud : Barbie
- 2002 : La Famille Delajungle, le film (The Wild Thornberrys Movie) : Debbie Thornberry (Voix)
- 2003 : Les Razmoket rencontrent les Delajungle (Rugrats Go Wild) : Debbie Thornberry (Voix)
- 2004 : Debating Robert Lee (it) de Dan Polier : Liz Bronner
- 2007 : Halloween : Annie Brackett
- 2007 : Left for Dead : Nancy
- 2008 : Prank : Sarah - également réalisatrice
- 2008 : Super Capers : Felicia Freeze
- 2009 : Halloween 2 : Annie Brackett
- 2009 : Cyrus : Maria
- 2009 : Horror 88 : Melissa
- 2009 : Blood Night : Alyssa
- 2009 : The Black Waters of Echo's Pond : Kathy
- 2010 : Nuclear Family : Zoé
- 2010 : Stake Land : Belle
- 2010 : Godkiller : Halfpipe
- 2010 : Butcher 2 (Hatchet 2) : Marybeth Dunston
- 2010 : Underground Entertainment: The Movie : Danielle
- 2011 : Nice Guys Finish Last : Kori
- 2011 : The Victim : Mary
- 2011 : ChromeSkull: Laid to Rest 2 : Spann
- 2011 : The Trouble with the Truth : Jenny
- 2011 : Shiver : Wendy Alden
- 2011 : Cornered : April Brant
- 2012 : Fatal Call : Amy Hannison
- 2012 : Fade Into You : Femme
- 2012 : The Ghost of Goodnight Lane : Chloé
- 2012 : Hallows' Eve : Nicole Bates
- 2013 : Among Friends - également réalisatrice
- 2013 : Butcher 3 (Hatchet 3) : Marybeth Dunston
- 2013 : The Farm : Doc
- 2014 : See No Evil 2 : Amy
- 2015 : Night of the Living Dead: Darkest Dawn : Barbara
- 2016 : Ravenhurst : Danielle
- 2017 : Victor Crowley : Marybeth
- 2017 : Inoperable : Amy Barrett
- 2018 : Camp Cold Brook : Angela
- 2019 : Between the Darkness : Stella Woodhouse
- 2019 : Once Upon a Time… in Hollywood de Quentin Tarantino : Angel
- 2020 : Redwood Massacre: Annihilation : Laura Dempsey
- 2021 : The Host App : Sasha
- 2021 : Stream : Elaine Keenan
- 2022 : Dr. Gift : Kat
- 2022 : Roadkill : Allison
- 2023 : Dark Obsession : Charlotte
- 2023 : Natty Knocks : Diane Henderson
- 2024 : Project Dorothy : Dorothy

## Télévision

### Téléfilms
- 1991 : Cauchemar (Don't Touch My Daughter) : Dana Hemmings
- 1991 : The Killing Mind : Isobel jeune
- 1992 : 1775 : Abby Proctor
- 1993 : The Woman Who Loved Elvis : Priscilla 'Cilla' Jackson
- 1994 : Roseanne: An Unauthorized Biography : Jessica Pentland
- 1996 : Back to Back : Chelsea Malone
- 1996 : Étoile filante (Wish Upon a Star) : Hayley Wheaton
- 1999 : Hard Time : Hostage Hotel : Justine Sinclair
- 2001 : La Famille Delajungle : L'Anniversaire de Donnie (The Wild Thornberrys : The Origin of Donnie) :  Debbie Thornberry (voix)
- 2003 : The Partners : Leila

### Séries télévisées
- 1987 : On ne vit qu'une fois : Samantha « Sami » Garretson
- 1987 : Spenser : Tara
- 1991 : Quoi de neuf docteur ? : Susie Maxwell
- 1991 : Marshall et Simon : Mélanie Monroe
- 1992-1993 : Roseanne : Molly Tilden
- 1994 : L'As de la crime : Shéri Fisher
- 1994 : Incorrigible Cory : Theresa « T. K. » Keiner
- 1997-1998 : Brooklyn South : Willow Mortner
- 1997 : Haute Tension (High Incident) : tiffany
- 1997 : Urgences : Laura Quentin
- 1998 : Charmed : Aviva
- 1998 : Diagnostic : Meurtre : Noelle Andrew
- 1998-2001 : La Famille Delajungle : Debbie Thornberry (voix)
- 2000-2002 : That's Life : Plum Wilkinson
- 2001 : Mona le vampire : : Blanche-Neige, Cendrillon, Princesse Aurore, Ariel, Belle, Princesse Jasmine, Pocahontas et Fa Mulan (voix)
- 2002 : À la Maison-Blanche  : Kiki
- 2004-2005 : Le Roi de Las Vegas : Sierra (voix)
- 2005 : Cold Case : Affaires classées  : Gina Carroll jeune
- 2009 : Fear Clinic : Susan
- 2010 : Psych : Enquêteur malgré lui : Tonya
- 2012-2013 : Holliston : Danielle Harris
- 2013 : Bones : Rebecca Pearce
- 2013 : Twisted Tales : Susan
- 2021 : The Conners : Molly Tilden

## Voix françaises
- Isabelle Noérie dans :
  - Halloween 4
  - Halloween 5

- Charlyne Pestel dans :
  - Sauvez Willy
  - Daylight

- Danièle Douet dans :
  - La Famille Delajungle, le film (voix)
  - Les Razmoket rencontrent les Delajungle (voix)

- Mélodie Orru dans :
  - Halloween
  - Halloween 2

Et aussi
- Sauvane Delanoë dans Le Dernier Samaritain
- Stéphanie Murat dans La Famille Delajungle (voix)
- Chantal Macé dans Le Roi de Las Vegas (voix)
- Barbara Villesange dans Lydia DeLucca[1] (série télévisée)
- Jessica Barrier dans Bones[2] (série télévisée)
- Geneviève Doang dans Psych : Enquêteur malgré lui[2] (série télévisée)